# I. e. 213
Évszázadok: i. e. 4. század – i. e. 3. század – i. e. 2. század
Évtizedek: i. e. 260-as évek – i. e. 250-es évek – i. e. 240-es évek – i. e. 230-as évek – i. e. 220-as évek – i. e. 210-es évek – i. e. 200-as évek – i. e. 190-es évek – i. e. 180-as évek – i. e. 170-es évek – i. e. 160-as évek
Évek: i. e. 218 – i. e. 217 – i. e. 216 – i. e. 215 –  i. e. 214 – i. e. 213 – i. e. 212 – i. e. 211 – i. e. 210 – i. e. 209 – i. e. 208

## Események

### Hellenisztikus birodalmak
- III. Antiokhosz szeleukida király és I. Attalosz pergamoni király kétévi ostrom után elfoglalják Szardeisz fellegvárát és kivégzik Akhaioszt, a lázadó hadvezért.
- Az első római-makedón háborúban V. Philipposz korábbi tengeri fiaskója után szárazföldön vonul Illíriába.

### Itália
- Rómában Quintus Fabius Maximust és Tiberius Sempronius Gracchust választják consulnak.
- A második pun háborúban a rómaiak visszaveszik Hannibaltól Casilinumot és Arpit. Hannibal a dél-itáliai Tarentumot ostromolja.
- A rómaiak ostrom alatt tartják Szürakuszait.

### Kína
- Csin Si Huang-ti császár elrendeli valamennyi konfuciánus könyv elégetését és több mint négyszáz tudós élve eltemetését.

## Halálozások
- Sziküóni Aratosz, görög hadvezér, az Akháj Szövetség vezetője
- Akhaiosz, szeleukida hadvezér

## Fordítás
- Ez a szócikk részben vagy egészben  a(z)   213 BC című angol Wikipédia-szócikk ezen változatának fordításán alapul.  Az eredeti cikk szerkesztőit annak laptörténete sorolja fel. Ez a jelzés csupán a megfogalmazás eredetét és a szerzői jogokat jelzi, nem szolgál a cikkben szereplő információk forrásmegjelöléseként.